# プラッキーリエージュ
プラッキーリエージュ (Plucky Liège)、またはプラッキーリージ (Plucky Liege)（1912年 - 1937年3月）はイギリスの競走馬。競走馬としては2歳時にわずかばかりの活躍をしたにとどまったが、繁殖牝馬となって産駒が走り出すと、12頭の産駒のうち出走した11頭すべてが勝ち上がり、6頭がステークスウイナー、2頭がクラシック競走に優勝、4頭がイギリス・アメリカ・フランスでそれぞれリーディングサイアーになった。
血統は父がスペアミント、母がコンサティーナ（その父セントサイモン）。16-a族。
イギリスで初代ミケラム男爵ハーバート・スターンによって生産され、その所有で走った。2歳時にデビューしてからしばらくは名前がなく「コンサティーナの牝馬」として走り、その後ラッキーリージ（Lucky Liege、幸運な王）と名付けられる。
そのころ第一次世界大戦が勃発し、折りしもベルギーのリエージュ（プラッキー「リージ」と綴りが同じ）ではドイツ軍相手に大激戦が繰り広げられていた。最終的にベルギー軍はドイツ軍に負けてしまうが、勇敢に戦ったベルギー軍を称え本馬はプラッキーリージ（Plucky Liege、勇敢なリエージュ）と改名された。
この年は6戦のうち4勝を挙げ、主要な競走には勝っていないもののフリーハンデでは2歳牝馬として3位に格付けされている。
翌年はまったく活躍できず未勝利、1000ギニーでも着外に終わりそのまま引退した。
引退後はフランスで繁殖入りした。
ミケラム卿は繁殖として供用する目的でジェファーソン・デイヴィス・コーンに預託していたが、ミケラム卿の急死によりそのまま所有するボアルセル牧場 (Haras du Bois-Roussel) に置いた。
その後、牧場の全てをコーンは売却し、購入したレオン・ヴォルテラの元でボワルセルを生んだ。
25歳で死ぬまでに12頭の産駒を出し、エプソムダービー優勝馬となるボワルセルを産んだときには23歳であった。
25歳のときに死産し1週間後に死亡。生涯に12頭の産駒を残し、リーディングサイアーを獲得した4頭を中心に、優秀な産駒たちを通じての後世への影響は並の成功種牡馬を凌ぐほどである。

## 産駒
- 1919年生・牝 - マルグリットドヴァロワ (Marguerite de Valois) 父テディ　4勝
- 1920年生・牡 - サーギャラハッド (Sir Gallahad III) 父テディ　12勝、プール・デッセ・デ・プーラン、ジャック・ル・マロワ賞 1930,1933,1934,1940年アメリカリーディングサイアー
- 1921年生・牝 - ヌアジャハン (Noor Jahan) 父テディ　3勝
- 1922年生・牡 - シヴァリー (Chivalry) 父グッドラック　2勝
- 1924年生・牝 - ノーブルレディ (Noble Lady) 父テディ　2勝
- 1926年生・牝 - エルザドブラバン (Elsa de Brabant) 父テディ
- 1927年生・牡 - ブルドッグ (Bull Dog) 父テディ　2勝 1943年 アメリカリーディングサイアー
- 1928年生・牡 - カトルブラ (Quatre Bras II) 父テディ　11勝
- 1929年生・牝 - ディアーヌドポワチエ (Diane de Poitiers) 父アセルスタン
- 1931年生・牡 - アドミラルドレイク (Admiral Drake) 父クレイガンエラン　5勝、1934年パリ大賞典、1955年フランスリーディングサイアー
- 1933年生・牡 - ベルアセル (Bel Aethel) 父アセルスタン　4勝、1938年コロネーションカップ
- 1935年生・牡 - ボワルセル (Bois Roussel) 父ヴァトー　2勝、1938年エプソムダービー、1949年イギリスリーディングサイアー

また、直仔以外の子孫にはケンタッキーオークス馬Keeper Hill、ベルモントステークス優勝馬Commendable、種牡馬として活躍したFappiano、オジジアン (Ogygian)、Honour And Glory、Quiet American、シーザリオ、エピファネイア、トーホウジャッカルらがいる。

## 主なファミリーライン
- 牝系図の主要な部分（太字はG1級競走優勝馬）は以下の通り。*は日本に輸入された馬。
- 牝系図の出典：Galopp-Sieger

- Plucky Liege 1912
  - Marguerite de Valois 1919
    - Mademoiselle De Valo 1929
      - Blois 1940
        - Roman Zephyr 1947
          - Romantic Miss 1953
            - Toter Back 1967
              - Bob Back 1981（イタリア共和国大統領賞）

          - Roman Brother 1961（ジョッキークラブゴールドCなど）

    - Hostility 1936
      - Boldness 1948 
        - Cequillo 1956 ---セキロ系へ

      - Wild Music 1956
        - Miss Glamour Gal 1961
          - Swiftybyrd 1967
            - Derby Wish 1982（セクレタリアトS）

  - Sir Gallahad III 1920（仏2000ギニー、ジャック・ル・マロワ賞）
  - Noor Jahan 1921
    - Avella 1936
      - Satanella 1941 ---サタネラ系へ

  - Bull Dog 1927
  - Admiral Drake 1931（パリ大賞典）
  - Bois Roussel 1935（エプソムダービー）

### セキロ系
- Cequillo 1956
  - Grand Splendor 1962
    - Killaloe 1970
      - Jedina 1976
        - *ノーベンバーローズ 1982
          - エリザベスローズ 1989（セントウルS）
            - バースデイローズ 1995
              - トーセンファントム 2007

            - フサイチゼノン 1997（弥生賞）
            - アグネスゴールド 1998（スプリングS、きさらぎ賞）
            - リミットレスビッド 1999（東京盃、兵庫ゴールドT、ガーネットS、根岸S、黒船賞、さきたま杯）

          - クリスマスローズ 1990
            - ロージーチャーム 2001
              - ナターレ 2008
                - ガイアフォース 2019（セントライト記念）

        - Clabber Girl 1983（トップフライトH）
        - Fineza 1985
          - Keeper Hill 1995（ケンタッキーオークス）

      - Fappiano 1977（米メトロポリタンH）
      - Bought Twice 1986 
        - Commendable 1997（ベルモントS）

      - Torrential 1992（ジャンプラ賞）

    - Gonfalon 1975
      - *オジジアン 1983（ジェロームH、米フューチュリティS、ドワイアーS）
      - Fair To All 1986
        - Honour And Glory 1993（米メトロポリタンH）

      - Katie Love 1989
        - Lovington 1993
          - Indy Mood For Luv 1998
            - Island Bound 2007
              - Aloha West 2017（BCスプリント）

        - Onemiracleatatime 1997
          - Gilded Miracle 2004
            - Exaulted 2017（シューメーカーマイルS）

  - Ruffled Feathers 1964（マンノウォーS）
  - Quiet Charm 1971
    - Demure 1977
      - Quiet American 1986（NYRAマイルH）
      - Unbridled Delight 1996
        - Unbending 2010
          - Una Chiquitita 2019（タンテオ・デ・ポトランカス）

      - Feminine Wiles 1999
        - Neena Rock 2008
          - Veight 2020（ジョージライダーS）

    - Agacerie 1981
      - Agami 1995
        - *トーホウガイア 2001
          - トーホウアマポーラ 2009（CBC賞）
          - トーホウジャッカル 2011（菊花賞）

    - Charming Smile 1982 
      - Good Morning Smile 1988 
        - Wake Up Kiss 1998
          - *エーシンフォワード 2005（マイルチャンピオンシップ、阪急杯）

    - Partygoer 1984
      - Dare And Go 1991（パシフィッククラシックほか）
      - Go Deputy 2000（ソードダンサー招待S）

  - Consequential 1973
    - Sequel 1980
      - Granny's Kitty 1992
        - Comet Cat 1998
          - Benny The Bull 2003（ドバイゴールデンシャヒーン、フランク・J・ドフランシス記念ダッシュS）

    - Shotgun Bride 1984
      - Shotgun Romance 1988
        - Rosieville 2001
          - Shotgun Gulch 2007（マディソンS）

### サタネラ系
- Satanella 1941 
  - Prompt Payment 1950
    - Peseta 1957 
      - Pia 1964（英オークス）
        - Principia 1970
          - Querida 1975
            - Be Discreet 1981
              - Sarabah 1988
                - Miss Polaris 2001
                  - Fascinating Rock 2011（タタソールズゴールドC、チャンピオンS）

              - Lindesberg 1995
                - *スイートハビタット 2000
                  - スイートサルサ 2010（福島牝馬S）

            - * キロフプリミエール 1990
              - シーザリオ 2002（優駿牝馬、アメリカンオークス、フラワーC）
                - エピファネイア 2010（菊花賞、ジャパンC、神戸新聞杯、ラジオNIKKEI杯2歳S）
                - ロザリンド 2011
                  - オーソリティ 2017（青葉賞、アルゼンチン共和国杯、ネオムターフカップ）

                - リオンディーズ 2013（朝日杯FS）
                - サートゥルナーリア 2016（ホープフルS、皐月賞、神戸新聞杯、金鯱賞）

          - Chief Singer 1981（サセックスS、ジュライC）

      - Promessa 1969
        - La Trinite 1976
          - Seven Springs 1982（モルニー賞、ロベールパパン賞）
            - Distant View 1991（サセックスS）

          - Regal State 1983（モルニー賞）
            - Pleasantly Perfect 1998（ドバイワールドC、BCクラシック、パシフィッククラシック）
            - Gout de Terroir 2004
              - Elusive Kate 2009（ロートシルト賞2回などGI4勝）

          - Salon Prive 1991
            - Queen's Wood 2008
              - True Timber 2014（シガーマイルH）

    - Parabola 1960
      - Polana 1968
        - Pollenka 1973
          - * ジェドゥーザムール 1986
            - Winged Love 1992（愛ダービー）
            - *ダイワカーリアン 1993（札幌記念、富士S、東京新聞杯）
            - Onereuse 1994
              - Fidelite 2000（サンタラリ賞）

            - アドマイヤビッグ 2001（東京スポーツ杯2歳S）
            - シェリール 2000
              - ムスカテール 2008（目黒記念）
              - グロンディオーズ 2015（ダイヤモンドS）

        - Parannda 1979
          - Shahmiad 1991（伊オークス）

    - Paladrina 1962
      - Zurina 1970
        - Silveyville 1978（ハリウッドダービー）

  - Sanelta 1954
    - Finelta 1959
      - Sirnelta 1971 
        - *ジグズアンドリールズ 1986
          - スナークレイアース 1995（マーキュリーC、白山大賞典）

        - Dead Certain 1987（チェヴァリーパークS、モーリス・ド・ゲスト賞）
        - Shall We Run 1989
          - Roo 1997
            - Roodeye 2002
              - Roodle 2007
                - Accidental Agent 2014（クイーンアンS）

              - Mohaather 2016（サセックスS）

          - Runway Dancer 2003
            - Astaire 2011（ミドルパークS）

    - Sanctus 1960（仏ダービー、パリ大賞典）
    - Telstar 1962
      - Molinka 1967
        - Le Marmot 1976（ガネー賞）

## 血統表
| プラッキーリージの血統  | プラッキーリージの血統                                                    | プラッキーリージの血統                                                    | （血統表の出典）                                                          | （血統表の出典） |
| 父系                    | エクリプス系                                                              | エクリプス系                                                              | エクリプス系                                                              | [ § 2 ]          |
| 父 Spearmint 1903 鹿毛  | 父の父Carbine 1885 鹿毛                                                   | Musket                                                                    | Toxophilite                                                               | Toxophilite      |
| 父 Spearmint 1903 鹿毛  | 父の父Carbine 1885 鹿毛                                                   | Musket                                                                    | West Australian Mare                                                      |                  |
| 父 Spearmint 1903 鹿毛  | 父の父Carbine 1885 鹿毛                                                   | Mersey                                                                    | Knowsley                                                                  | Knowsley         |
| 父 Spearmint 1903 鹿毛  | 父の父Carbine 1885 鹿毛                                                   | Mersey                                                                    | Clemence                                                                  |                  |
| 父 Spearmint 1903 鹿毛  | 父の母Maid of the Mint 1897 鹿毛                                          | Minting                                                                   | Lord Lyon                                                                 | Lord Lyon        |
| 父 Spearmint 1903 鹿毛  | 父の母Maid of the Mint 1897 鹿毛                                          | Minting                                                                   | Mint Sauce                                                                |                  |
| 父 Spearmint 1903 鹿毛  | 父の母Maid of the Mint 1897 鹿毛                                          | Warble                                                                    | Skylark                                                                   | Skylark          |
| 父 Spearmint 1903 鹿毛  | 父の母Maid of the Mint 1897 鹿毛                                          | Warble                                                                    | Coturnix                                                                  |                  |
| 母 Concertina 1896 鹿毛 | 母の父St.Simon 1881 鹿毛                                                  | Galopin                                                                   | Vedette                                                                   | Vedette          |
| 母 Concertina 1896 鹿毛 | 母の父St.Simon 1881 鹿毛                                                  | Galopin                                                                   | Flying Duchess                                                            |                  |
| 母 Concertina 1896 鹿毛 | 母の父St.Simon 1881 鹿毛                                                  | St.Angela                                                                 | King Tom                                                                  | King Tom         |
| 母 Concertina 1896 鹿毛 | 母の父St.Simon 1881 鹿毛                                                  | St.Angela                                                                 | Adeline                                                                   |                  |
| 母 Concertina 1896 鹿毛 | 母の母Comic Song 1884 鹿毛                                                | Petrarch                                                                  | Lord Clifden                                                              | Lord Clifden     |
| 母 Concertina 1896 鹿毛 | 母の母Comic Song 1884 鹿毛                                                | Petrarch                                                                  | Laura                                                                     |                  |
| 母 Concertina 1896 鹿毛 | 母の母Comic Song 1884 鹿毛                                                | Frivolity                                                                 | Macaroni                                                                  | Macaroni         |
| 母 Concertina 1896 鹿毛 | 母の母Comic Song 1884 鹿毛                                                | Frivolity                                                                 | Miss Agnes F-No.16-a                                                      |                  |
| 母系(F-No.)             | 16号族(FN:16-a)                                                           | 16号族(FN:16-a)                                                           | 16号族(FN:16-a)                                                           | [ § 3 ]          |
| 5代内の近親交配         | King Tom M4×S5 = 9.38%, Newminster S5×M5 = 6.25%, Stockwell S5×S5 = 6.25% | King Tom M4×S5 = 9.38%, Newminster S5×M5 = 6.25%, Stockwell S5×S5 = 6.25% | King Tom M4×S5 = 9.38%, Newminster S5×M5 = 6.25%, Stockwell S5×S5 = 6.25% | [ § 4 ]          |
| 出典                    | 1. 2. 3. 4.                                                               | 1. 2. 3. 4.                                                               | 1. 2. 3. 4.                                                               | 1. 2. 3. 4.      |

- 半妹Garron Lassの孫にイギリスクラシック三冠馬Bahramがいる。